# Riposto
Riposto település Olaszországban, Szicília régióban, Catania megyében. Lakosainak száma 14 007 fő (2023. január 1.). Riposto Acireale, Mascali és Giarre községekkel határos.

## Népesség
A település lakossága az elmúlt években az alábbi módon változott:
| Lakosok száma | 14 776 | 14 620 | 14 007 |
|               | 2017   | 2018   | 2023   |